# Ivan de Aragón y Foix
Ivan de Aragón y Foix (španjolski: Juan de Aragón y Foix) bio je španjolski plemić, grof Pradesa (Montañas de Prades). Bio je i barun Entençe.
Otac mu je bio Don Petar (šp.: Pedro), infant Aragonije, sin kralja Jakova II. Pravednog.
Majka mu je bila Petrova supruga, čije je ime Ivana (Juana) ili Izabela (Isabel) de Foix.
Ivan je neko vrijeme razmatran da postane kralj Aragonije; on je imao pravo na prijestolje kao unuk kralja, ali je to pravo, u odnosu na druge članove kraljevske obitelji, bilo dosta slabo.
Oženio je gospu Sanču Ximénez de Arenós (Sança Eiximenis d'Arenós). Njeni roditelji su bili Gonzalo Ximénez (Gonçal Ximenis d’Arenós) i njegova supruga, Timbor de Bellpuig. Ovo su djeca Ivana i Sanče:
- Petar od Pradesa (Pere; 1352. – Sicilija, 1395.), muž jedne Ivane, barun Entençe
- Jakov od Pradesa, muž svoje sestrične Leonore od Ribagorçe i Aragonije
- Lluís de Prades i d'Arenós[4] – biskup, umro u Rimu
- Constança
- Leonora, nazvana po teti, kraljici Cipra
- Timbor, supruga Bernarda IV. od Cabrere

Ivana je naslijedila njegova unuka-imenjakinja, Ivana I. od Pradesa.